# Crosse en France
La crosse (au Canada) ou le lacrosse (terme privilégié en France, provenant de la prononciation anglaise du nom) est un sport de contact issu de la tradition autochtone d'Amérique du Nord, qui se joue en équipe avec une crosse et une balle.
L'Association française de lacrosse, a été créée en janvier 2008. Elle s'est donné pour mission d'organiser et de développer la crosse en France.
Elle gère également une sélection nationale. L'association adopte le terme de « lacrosse » pour éviter la confusion avec l'ancien sport français (forme de soule). C'est aussi ce terme que les textes et bases de données en français du Mouvement olympique privilégient même si celui-ci use occasionnellement du terme de « crosse ».
Il n'existe pour l'instant que 11 clubs sur le territoire français, ils sont situés à Lille, Lyon, Toulouse, Bordeaux, Saint Gaudens, Grenoble, Orléans, Paris, Caen, Montpellier et Angers.

## Histoire
Les premières traces de la crosse en France remontent à la fin des années 2000. Originaire de Cherbourg, François Labbé participe en 2006 à une présentation de la discipline au salon Vital'Sport de Décathlon par la fédération européenne de lacrosse. Il décide de fonder le premier club de lacrosse dans l'Hexagone. Ainsi l'année suivante, les Spartiates Lille Lacrosse voient le jour, composés d'une dizaine de joueurs. Une deuxième équipe française se créée au même moment en Île-de-France, le Paris Lacrosse. Au printemps 2007, un petit tournoi est organisé entre Paris, Lille et La Haye, un club néerlandais.
Dès le début de l'année 2008 est créée l'Association Française de Lacrosse afin de promouvoir la crosse en France et d'y développer à terme une fédération nationale. François Labbé est élu comme le premier président de l'organisme. L'équipe nationale française prend part à son premier match officiel lors des Championnats d'Europe en août 2008 à Lahti en Finlande. Elle remporte lors de la 8e édition son premier match international contre l'Italie sur le score de 7-4 et finit 17e et avant-dernière de ce tournoi.
En juillet 2009, Nevers est la troisième ville de France à se lancer dans la création d'un club avec le Nevers Lacrosse. Dans le même temps, Lille crée en novembre 2009 le Boxmania, premier tournoi de lacrosse en France. Cet évènement réunit durant un week-end des clubs européens. Les parisiens remporte la première édition face à l’hôte Lillois. L'année suivante, une première équipe voit le jour dans le sud de la France, les Lyon Lacrosse. Au cours de la même année, l'équipe de France dispute le 16 juillet 2010 à Manchester son premier match de championnats du monde lors de la onzième édition face à la Nouvelle-Zélande (défaite 18 à 3). Pour sa première participation l'équipe de France remporte trois de ses sept matchs et termine 27e sur les 30 nations engagées (devant l'Argentine, le Mexique et les Iroquois).
En 2011, Le nord de la France compte un deuxième club de la crosse avec Valenciennes. Joueur de Lille et originaire de Valenciennes, Benoît Brassart met en place une équipe de quelques joueurs dont l'association sportive est active depuis l'été 2012. Cette période de l'année est aussi importante pour l'équipe de France qui dispute entre le 20 et le 30 juin 2012 ses deuxièmes Championnats d'Europe à Amsterdam. Avec une seule victoire contre l'Espagne (11 à 10), la sélection termine avant-dernière de cette 9e édition. Le 15 septembre 2012, les Squales du Lacrosse Médoc font leur apparition du côté du sud-ouest, non loin de Bordeaux à Gaillan-en-Médoc. 
Le lacrosse prend un tournant important au début de l'année 2013 avec la création du premier Championnat de France. Seules trois équipes disputent cette première édition sur les sept équipes que compte la France : Lille Lacrosse et Valenciennes Lacrosse équipe mixée, Nevers Lacrosse Club et Paris Lacrosse. Le tournoi se clôture par la victoire de Lille/Valenciennes, succès qui permet au club de devenir le 1er champion de France de l'histoire de lacrosse français. Valenciennes Lacrosse remporte la deuxième édition du Championnat de France, sans l'aide des lillois cette fois-ci. 
| Lille Lyon Toulouse Bordeaux Orléans Grenoble Saint Gaudens |

| Club                     | Localisation  | Emblème   | Création | Président         | Contact                    |
| ------------------------ | ------------- | --------- | -------- | ----------------- | -------------------------- |
| Lille Métropole Lacrosse | Lille         | Mouettes  | 2008     |                   |                            |
| Grenoble Lacrosse        | Grenoble      | Bouquetin |          | Yohann Maillot    |                            |
| ASPTT Orléans Lacrosse   | Orléans       | Dragon    |          | Philip Gregoire   |                            |
| SMJ Lacrosse             | Bordeaux      | Mariners  |          | Gaétan Hermant    | smjlacrosse@gmail.com      |
| Naaki Lacrosse Comminges | Saint Gaudens | Naaki     |          | Anthony Simonella |                            |
| Toulouse Lacrosse        | Toulouse      | Oie grise | 2023     | Lester Salmins    | lacrossetoulouse@gmail.com |
| Lyon Lacrosse            | Lyon          | Lion      |          |                   |                            |

## Développement du lacrosse en France
L'Association Française de Lacrosse (AFL) est une association fondée en janvier 2008 dans le but de développer la pratique et l'organisation du sport en France. Elle ne dispose pas du statut de fédération et n'est donc pas encore reconnue officiellement par l'Etat ou le Comité national olympique et sportif français. 
Elle vise à fédérer les clubs, les sportifs, les entraîneurs, les arbitres, pour contribuer à la pratique et au développement du lacrosse sur tout le territoire français. Son action s’étend au delà des frontières pour rassembler la communauté du lacrosse français au sens large, plus de la moitié des joueurs évoluant à l’étranger.
Elle gère une sélection nationale et organise les matchs amicaux et les compétitions officielles de lacrosse. François Labbé est le 1er président de l'AFL. Il a été remplacé en mars 2024 par Paul Maître.
Le bureau de l'AFL est composé de : 
- Paul Maître, président
- Dylan Snyder, vice président
- Gaétan Hermant, trésorier
- Lester Salmins, secrétaire

## Compétitions nationales
Le Championnat de France est créé dès le début de l'année 2013. Sur les sept équipes qui existent en France, seules quatre disputent cette première édition: les Spartiates Lille Lacrosse, Nevers Lacrosse Club, Paris Lacrosse et Valenciennes Lacrosse.

### Édition en cours
En 2023/2024, après une interruption de plusieurs années, le championnat de France est relancé dans une version allégée et amicale. 4 équipes participent et agrègent des joueurs venus de toute la France (appelés "pick ups").
- La première journée a eu lieu les 30/31 mars 2024 à Le Grand-Lemps, organisée par Isère Lacrosse.
- La deuxième journée a eu lieu les 25/26 mai 2024 à Châteauneuf-sur-Loire, organisée par ASPTT Orléans lacrosse.
- La troisième journée aura lieu les 6/7 juillet 2024 à Saint-Médard-en-Jalles, organisée par les Mariners de Bordeaux.

## Sélection nationale
Il existe une sélection française masculine qui prend part aux compétitions internationales telles que les Championnats d'Europe. La sélection remporte son premier match international à l'occasion de ce tournoi en 2008 en Finlande contre l'Italie sur le score de 7-4 et finit 17e et avant-dernière de ce tournoi.

### Palmarès international
Depuis sa première compétition international en Finlande en 2008, la France a participé à tous les championnats d'Europe et les Coupe du Monde avec son équipe de field masculine.
| Compétition          | Discipline | Catégorie   | Localisation        | Année | Résultat |
| -------------------- | ---------- | ----------- | ------------------- | ----- | -------- |
| Championnat d’Europe | Field      | Homme       | Lahti, Finlande     | 2008  | 17e/18   |
| Coupe du Monde       | Field      | Homme       | Manchester, RU      | 2010  | 27e/30   |
| Championnat d’Europe | Field      | Homme       | Amsterdam, Pays-Bas | 2012  | 16e/17   |
| Coupe du Monde       | Field      | Homme       | Denver, USA         | 2014  | 31e/38   |
| Championnat d’Europe | Field      | Homme       | Budapest, Hongrie   | 2016  | 23e/24   |
| Coupe du Monde       | Field      | Homme       | Netanya, Israel     | 2018  | 33e/46   |
| Championnat d’Europe | Field      | Homme       | Wroclaw, Pologne    | 2022  | 12e/22   |
| Coupe du Monde       | Field      | Homme       | San Diego, USA      | 2023  | 18e/30   |
| Heritage Cup         | Field      | H, Heritage | Haverford, PA, USA  | 2024  | 3e/21    |

### Équipe Heritage
Afin d’appuyer le développement du sport depuis l’étranger, une équipe “Héritage” a été créée en 2024. Les règles d’éligibilité sont moins strictes que pour la sélection nationale. Elle participe à sa première compétition à Haverford, aux États Unis, en Mai 2024. 